# 古道村
古道村（ふるみちむら）はかつて岐阜県郡上郡に存在した村である。
現在の郡上市大和町古道に該当する。

## 歴史
- 1875年（明治8年） - 東俣村と上神路村が合併し、古道村となる。
- 1889年（明治22年）7月1日 - 町村制により古道村発足。
- 1897年（明治30年）4月1日 - 徳永村、河辺村、神路村、牧村、栗巣村と合併し、山田村発足。同日古道村廃止。